# Японський фольклор

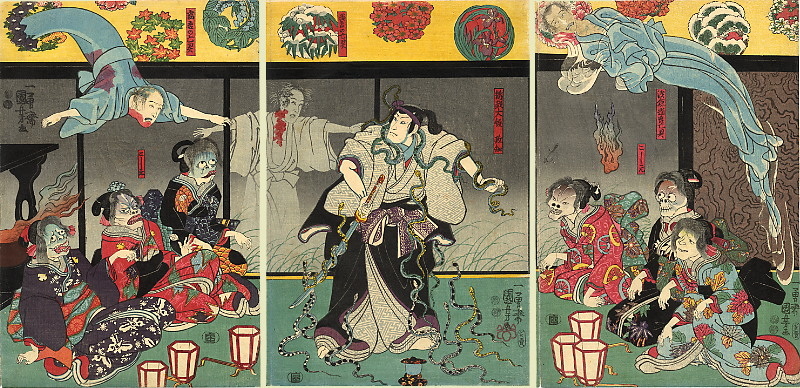
Утаґава Кунійосі, Привиди, близько 1850 року.

Японський фольклор виражається в усній творчості, звичаях та матеріальних творах японського народу. Розвивався переважно 
під впливом двох релігій - синто та буддизму. Як наслідок, бачимо багато історій, що описують персонажів, ситуації та явища у жартівливій, химерній або лякаючій формі. Найвідомішими представниками японського фольклору можна вважати камі та йокай.
Японські фольклорні казки можна поділити на кілька категорій: мукасі-банаші, казки старих часів; наміда-банаші, сумні історії; обаке-банаші, історії про привидів; онгаеші-банаші, історії вдячності; тончі-банаші, дотепні історії, жарти; вараї-банаші, кумедні історії та йокубарі-банаші, казки про жадібність.
Деякі відомі японські казки:
- Момотаро
- Урасіма Таро
- Джірайя ґокецу моноґатарі
- Такеторі моноґатарі
- Іссумбосі
- Кінтаро
- Сіта-кірі Судзуме
- Каті-каті Яма